# Geralt-Saga

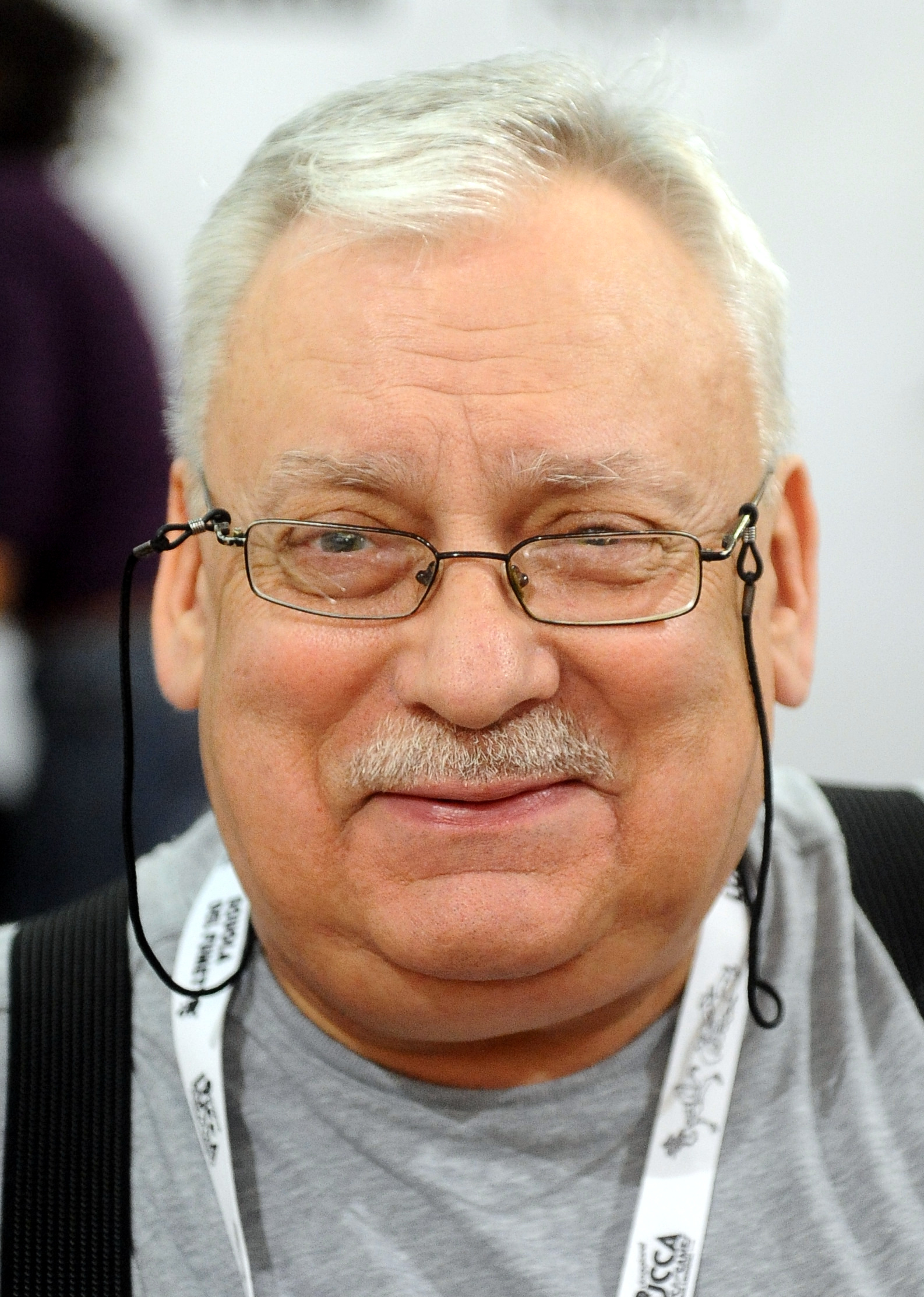
Autor Andrzej Sapkowski (2015)

Die Geralt-Saga oder auch Hexer-Saga (pl. Saga o Wiedźminie) ist eine Reihe von Büchern des polnischen Fantasy-Autors Andrzej Sapkowski, die auf mitteleuropäischen Märchen und speziell slawischen Legenden beruht und dabei auch parodistische Elemente beinhaltet.
Im Zentrum der Abenteuer steht der Hexer Geralt von Riva. Die eigentliche Saga ist eine Pentalogie (Das Erbe der Elfen, Die Zeit der Verachtung, Feuertaufe, Der Schwalbenturm, Die Dame vom See). Des Weiteren gibt es zwei vor der Pentalogie spielende Kurzgeschichtenbände über Geralt (Der letzte Wunsch, Das Schwert der Vorsehung) sowie den in sich abgeschlossenen Einzelband Zeit des Sturms, dessen Romanhandlung zwischen den beiden Kurzgeschichtenbänden spielt, sowie Rozdroże kruków (dt. Die Rabenkreuzung), das sich der Jugend Geralts als Hexer widmet. Im Kurzgeschichtenband Etwas endet, etwas beginnt sind zwei weitere Geralt-Geschichten enthalten.
Alle deutschen Übersetzungen der Geralt-Bücher stammen von Erik Simon und wurden von dtv herausgegeben. Auf Polnisch erschien 1990 zudem der Erzählungsband Wiedźmin als erstes Buch über Geralt; die fünf in ihm enthaltenen Erzählungen findet man auch in Der letzte Wunsch bzw. Etwas endet, etwas beginnt.

## Die Welt von Geralt

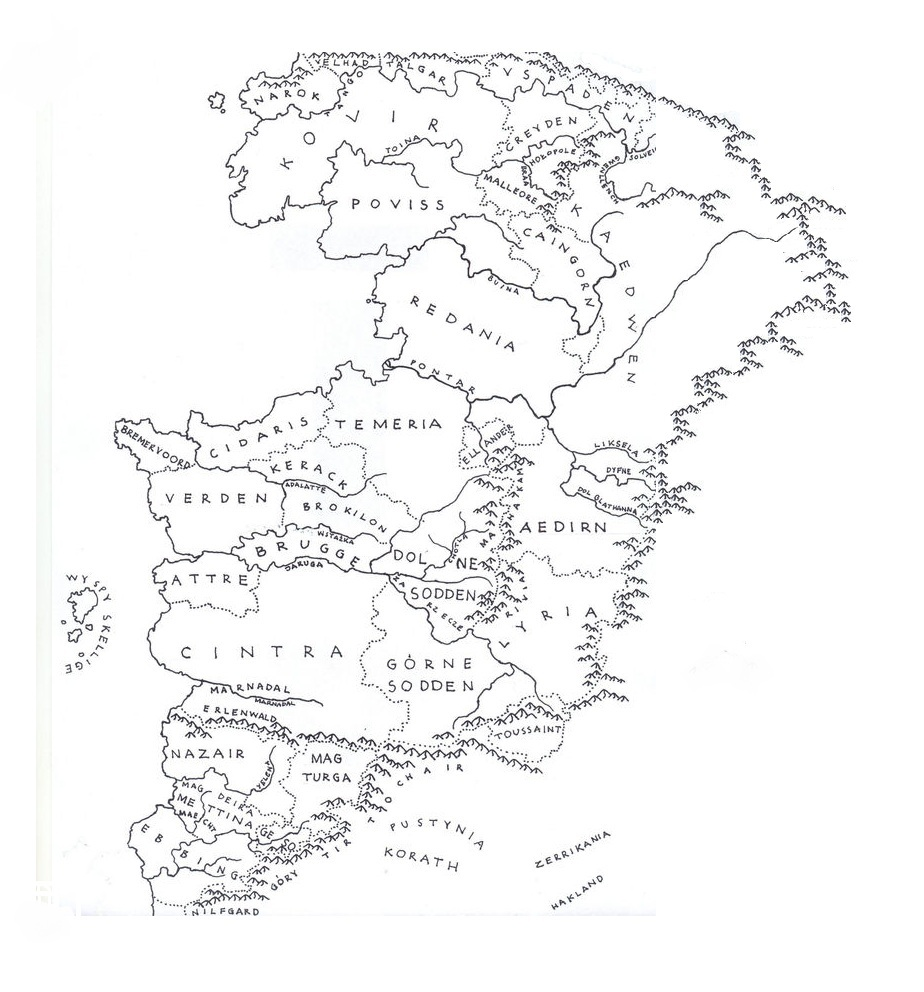
Eine von Fans rekonstruierte Karte der Welt von Geralt

Die Welt des Geralt-Zyklus besteht aus einer Reihe kleiner Königreiche und Fürstentümer. Zu den wichtigsten gehören Aedirn (unter König Demawend), Kaedwen (König Henselt), Lyrien (Königin Meve), Redanien (König Wisimir), Temerien (König Foltest), Cintra, Cidaris, Kovir und Skellige. In der Pentalogie spielt des Weiteren das expansive Kaiserreich Nilfgaard eine wichtige Rolle. In den Ländern leben außer Menschen auch „Anderlinge“ wie Zwerge, Elfen, Halblinge und andere Fabelwesen. Während die Zwerge vor allem als Handwerker und Krieger bekannt sind, werden die Elfen von den Menschen, die sie oft als minderwertig betrachten, zugleich gefürchtet und bewundert. Ein wichtiger Aspekt der Handlung der Hexer-Bücher ist der Kampf der Elfen und anderer Vertreter der „alten Völker“ (zum Beispiel auch Brokilon-Dryaden) gegen Unterdrückung und Verdrängung durch die Menschen.
Die Länder der Menschen werden größtenteils de facto von Zauberern und Zauberinnen beherrscht, meist offiziell als Berater des jeweiligen Königs oder Fürsten. Ausnahmen sind vor allem das Kaiserreich Nilfgaard, in dem die Zauberer nur eine geringe Rolle spielen und das despotisch von Kaiser Emhyr var Emreis regiert wird, sowie die verbündeten Fürstentümer Skellige und Cintra. Ein weiteres Beispiel ist Dol Blathanna, das im Laufe der Saga gegründete Elfenfürstentum, über das die elfische Zauberin Francesca Findabair herrscht.
In der geschilderten Welt leben viele Fabelwesen und Monster. Hexer sind eine kleine Gruppe von Mutanten, die beruflich umherziehen und Monster erlegen, sofern sie dafür bezahlt werden. Sie rekrutieren sich hauptsächlich aus Waisen- und Armenkindern und werden nach einer magisch-medizinischen Behandlung, infolge derer sie, sofern sie die Behandlung überleben, unter anderem viel schneller und kräftiger als normale Menschen werden, zum professionellen Monstertöten ausgebildet. Hexer sind auch rudimentärer Magie mächtig und haben ein umfangreiches Wissen über Heil- und Kräuterkunde. Eine weitere Folge der Behandlungen (genannt „Mutationen“), denen sie als Kinder unterzogen werden, sind deutlich empfindlichere Sinne als bei normalen Menschen und ein langsamerer Alterungsprozess. Auch sind Hexer nicht fortpflanzungsfähig: Sie rekrutieren sich zum Teil aus „Überraschungskindern“, die ihnen nach dem „Gesetz der Überraschung“ versprochen werden. Die betroffenen Kinder werden der sogenannten „Kräuterprobe“ und „Umwandlungen“ unterzogen, wobei mehr als die Hälfte stirbt oder wahnsinnig wird. Aufgrund ihrer Andersartigkeit werden die Hexer von den meisten Menschen gefürchtet oder gar gehasst (in den Büchern werden retrospektiv Pogrome an Hexern erwähnt); aus diesem Grund ist der Weg zu einem ihrer Sitze, Kaer Morhen, eine verfallene Festung im Gebirge, nur Eingeweihten bekannt. Andererseits sind sie aus eigener Sicht ein wichtiger Bestandteil der Welt, weil sie das „Böse“ (die Monster) in Schach halten. Ihr Beruf ist zugleich sehr gefährlich und recht lukrativ. Hexer sind dabei ausschließlich Männer, ein weiblicher Körper würde die „Kräuterprobe“ und Mutationen nicht überstehen. Hexer führen zwei Schwerter, eines aus Silber (bzw. aus einer Legierung mit Silber als Hauptanteil, da reines Silber zu weich wäre) zum Kampf gegen magische und übernatürliche Wesen sowie eines aus Stahl zum Kampf gegen Menschen und natürliche Kreaturen. Anders als in den Spielen dargestellt, trägt Geralt nur ein Schwert auf dem Rücken, während das andere bei seiner Stute „Plötze“ verbleibt.

## Hintergrund und Entstehung
1985 war Andrzej Sapkowski als Handelsvertreter tätig. Belesen und mit einer Vorliebe für Fantasy-Literatur, etwa von Roger Zelazny, beschloss er, an einem Fantasy-Kurzgeschichtenwettbewerb der polnischen Zeitschrift Fantastyka teilzunehmen. Die Beschränkung auf 30 Seiten bereitete ihm jedoch Sorgen, da er „längere Briefe schrieb“. In diesem Rahmen schien ihm klassische Fantasy ungeeignet. Inspiriert von der bekannten polnischen Sage des Schusters und des Wawel-Drachen kam ihm eine „märchenhaftere“ Neuinterpretation solcher Stoffe in den Sinn. Es erschien ihm unglaubwürdig, dass ein einfacher Schuster einen Drachen besiegt, während Ritter und Soldaten scheitern. In einer Welt, die geplagt ist von Drachen und anderen Monstern, gäbe es sicher auch Spezialisten, die professionell solche Monster jagen und sich dafür bezahlen ließen. Diese Vorstellung stellte das Grundgerüst für die Hexer-Saga.
Mit seiner Kurzgeschichte Der Hexer erreichte Sapkowski den dritten Platz des Wettbewerbs. Obwohl ihm zunächst wenig daran lag, diese Geschichte fortzusetzen, war der Erfolg in Polen enorm, was zu weiteren Kurzgeschichten führte, die später in den Kurzgeschichtenbänden gebündelt veröffentlicht wurden. Sein unkonventioneller Ansatz, sein Schreibstil waren ungemein erfolgreich, auch, da Fantasy in Polen bislang vor allem als Kindergeschichten betrachtet wurde. Der polnische Reporter-Verlag veröffentlichte 1990 den Kurzgeschichtenband Wiedźmin, der neben der ersten noch vier weitere Kurzgeschichten umfasste. Eine deutsche Übersetzung dieses Bandes erfolgte nicht und erscheint nun auch insofern obsolet, da vier der Kurzgeschichten auch in Der letzte Wunsch enthalten sind, die fünfte in Etwas endet, etwas beginnt. Beim Verlag SuperNowa erschien 1994 schließlich der erste Band seiner Pentalogie.
Erstmals auf Deutsch veröffentlicht wurde Sapkowskis Werk 1993 mit dem Kurzgeschichtenband Der letzte Wunsch im Lingen Verlag. 1998 erfolgte eine Neuauflage der Kurzgeschichtenbände im Heyne Verlag. Ab 2007 wurde die gesamte deutschsprachige Geralt-Saga vom Deutschen Taschenbuch Verlag herausgegeben. Im Herbst 2019 veröffentlichte dtv eine Neuausgabe der Pentalogie, mit fünfteiligem Buchrückenmotiv, silbergeprägten Titelbildern, sowie erstmals mit Landkarte. Im Frühjahr 2020 folgten Neuausgaben der Kurzgeschichtenbände sowie des Einzelromans.

## Handlung

### Kurzgeschichtenbände

#### Der letzte Wunsch
Der letzte Wunsch enthält eine Reihe von Kurzgeschichten, die die eigentliche Geralt-Saga (Pentalogie, siehe unten) einleiten. Die Kurzgeschichten werden eingerahmt von kurzen Episoden, betitelt Die Stimme der Vernunft, die von Geralts Aufenthalt im Tempel der Göttin Melitele in Ellander handeln, wo er sich nach einer schweren Verletzung erholt.
In Der Hexer kommt Geralt nach Wyzima, wo König Foltest nach jemandem sucht, der seine als eine Striege verfluchte, aus einer inzestuösen Verbindung mit seiner Schwester entstammenden, Tochter entzaubert, die seit Jahren im alten Schloss der Stadt haust und regelmäßig Menschen tötet. Geralt erklärt sich bereit, die Aufgabe zu erfüllen. Er begibt sich nachts in das Schloss, und es gelingt ihm das Mädchen zu entzaubern, wobei er schwer verletzt wird, indem er sie daran hindert, am Morgen in ihren Sarg zurückzukehren.
In Ein Körnchen Wahrheit entdeckt der Hexer in einem verlassenen Waldgebiet zufällig ein Schlösschen, in dem ein in ein Monster verwandelter Mann namens Nivellen lebt. Geralt freundet sich mit diesem an. Dieser haderte anfangs mit seinem Fluch, freut sich allerdings darüber, wie seine „Monsterpotenz“ bei Frauen ankommt, die ihn deswegen und aufgrund seines Reichtums aufsuchen. Es stellt sich allerdings heraus, dass Nivellen nun mit einer höheren Vampirin, einer Bruxa, zusammenlebt. Es kommt zu einem Kampf, bei dem Geralt die Bruxa tötet. Dabei wird Nivellen zufällig entzaubert.
Das kleinere Übel handelt von einem Besuch Geralts in dem Städtchen Blaviken, wo die gesuchte und gefürchtete Räuberin Renfri, genannt „Würgerin“, den dort ansässigen Zauberer und Bekannten von Geralt, Stregobor, aus Rache töten will. Obwohl Geralt Verständnis für Renfris Motive zeigt und mit ihr die Nacht verbrachte, beschließt er, sich dem zu widersetzen. Renfri droht mit einem sogenannten „Tridamer Ultimatum“ – entweder der Zauberer lässt sich töten oder sie wird die Bewohner der Stadt umbringen. Es kommt auf dem städtischen Jahrmarkt zu einem Kampf zwischen Geralt und Renfri, sowie ihrer Bande, bei dem der Hexer sie alle tötet. Bewohner der Stadt, die zwar Zeuge davon wurden, aber nichts über die Hintergründe wussten, prägten so Geralts Beinamen „Der Schlächter von Blaviken“.
In Eine Frage des Preises ist Geralt erstmals in Cintra. Er wird zu einem Fest anlässlich des Geburtstags von Prinzessin Pavetta eingeladen. Cintras Königin Calanthe verlangt, dass er Duny umbringt, einen verfluchten Mann, dem Pavetta nach dem „Gesetz der Überraschung“ von Calanthes verstorbenem Ehemann versprochen wurde. Hexer handeln meist zuvor den Preis ihrer Dienste aus. Neben Geld kann ein Hexer sich auch auf das „Gesetz der Überraschung“ berufen, was besagt, dass ihm zusteht, was der Auftraggeber erhält, aber nicht erwartete (wie in diesem Fall das Kind der Schwangeren). Geralt verweigert sich dem Antrag. Während des Festes erscheint Duny, wegen seines Fluchs und Erscheinungsbildes auch „Igel“ genannt, und wird verwundet, woraufhin Pavetta, die dennoch Zuneigung zu ihm hegt, magische Kräfte offenbart und den Saal unkontrolliert verwüstet. Am Ende stellt sich heraus, dass Pavetta und Duny sich bereits länger heimlich trafen, und dass Pavetta schwanger ist – kurz bevor dies herauskommt, verspricht Duny Geralt nach dem „Gesetz der Überraschung“ ihr gemeinsames Kind. Dieses Ereignis stellt den Ausgangspunkt für die gesamte Saga dar.
In Der Rand der Welt reist Geralt zusammen mit seinem Freund, dem Barden Rittersporn, in ein entlegenes Dorf, wo er damit beauftragt wird, einen „Teufel“ unschädlich zu machen. Es stellt sich heraus, dass der Teufel ein Silvan namens Torque ist, der für die in der Gegend ansässigen und hungernden Elfen von den Dorfbewohnern Lebensmittel stiehlt. Diese nehmen Geralt und Rittersporn gefangen und wollen sie umbringen, was letzten Endes von der Königin der Felder, Dana Méadbh, verhindert wird.
In der Titelgeschichte des Bandes findet Rittersporn beim Angeln einen Zauberkrug, dem ein Dschinn entsteigt. Der Dschinn beginnt kurz darauf, eine nahe gelegene Stadt, den Sitz der Zauberin Yennefer, zu verwüsten. Diese versucht, den Dschinn einzufangen und für ihre Zwecke zu nutzen, dieser stellt sich aber als mächtiger als sie heraus. Nur mit Hilfe von Geralt gelingt es ihr, den Dschinn zu verjagen. Es ist die erste Begegnung Geralts und Yennefers, deren Beziehung für die gesamte Saga prägend ist.

#### Das Schwert der Vorsehung
In Die Grenzen des Möglichen trifft Geralt zunächst den geheimnisvollen Ritter Borch Drei Dohlen, um dann mit diesem und dem ebenfalls zufällig angetroffenen Rittersporn in eine Drachenjagd zu ziehen. An dieser beteiligt sich auch die Zauberin Yennefer, Geralts ehemalige Geliebte. Mit Borch diskutiert Geralt die Möglichkeit, bei Konflikten und dem „Kampf zwischen Ordnung und Chaos“ unbeteiligt zu bleiben, ein Leitmotiv des gesamten Zyklus. Borch, stellt sich als goldener Drache heraus, der menschliche Gestalt angenommen hatte. Drachen gelten als sehr seltene, intelligente und vernunftbegabte Wesen. Er überlebt die Jagd, die auch mit einer Versöhnung zwischen Yennefer und Geralt endet.
In Ein Eissplitter begegnet Geralt in der Stadt Aedd Gynvael einem Konkurrenten um die Gunst von Yennefer, dem Zauberer Istredd. Die Zauberin kann sich nicht zwischen ihnen entscheiden und verlässt beide.
Das Ewige Feuer spielt in der Stadt Nowigrad, in der Geralt und Rittersporn einem Halbling namens Dainty Biberveldt helfen, sein von einem Täuschling bzw. Doppler gestohlenes Vermögen zurückzubekommen, der die Gestalt des Halblings annahm. Letztlich versöhnen sich Dainty und sein Widersacher und beschließen, gemeinsam Geschäfte zu machen.
In Ein kleines Opfer verweilen Geralt und Rittersporn in der Küstenstadt Bremervoord. Dort versucht Geralt zunächst vergeblich, zwischen dem Fürsten Agloval und einer Sirene namens Sh’eenaz zu vermitteln, die ineinander verliebt sind, aber aufgrund unterschiedlicher körperlicher Ausstattungen an einem Zusammenleben gehindert sind. Unterdessen begegnen sie einer Freundin Rittersporns, der jungen Bardin Essi Daven, die sich in Geralt verliebt. Eine Gruppe Perlentaucher wird unter geheimnisvollen Umständen massakriert. Geralt findet heraus, dass die Verantwortlichen eine vernunftbegabte Rasse von Meeresbewohnern ist. Die Geschichte endet mit einer Versöhnung von Agloval und Sh’eenaz (die sich von einer Sirenenzauberin Beine und Unterleib zaubern lässt) und der Abreise von Rittersporn, Geralt und Essi.
Die Titelgeschichte hat einen direkten Bezug zur Pentalogie – hier geht Geralt als Gesandter zu den Dryaden in den Brokilonwald, wo er zufällig auf die 10-jährige Cirilla von Cintra stößt, sein „Überraschungskind“, die sich dorthin verirrt hat. Er verlässt Brokilon wieder mit Ciri und trifft kurz darauf Mäussack, den Druiden und Berater von Ciris Großmutter Calanthe, der das Kind zurück nach Cintra bringt, während Geralt der Vorsehung trotzt und entschwindet.
Die letzte Geschichte des Bandes, Etwas mehr, baut auf Das Schwert der Vorsehung auf. Geralt trifft zufällig auf den Händler Yurga und verteidigt ihn gegen einen Schwarm von Monstern. Im Gegenzug verspricht ihm Yurga das, was ihn zu Hause erwartet, wovon er nichts weiß (womit er das „Gesetz der Überraschung“ ins Spiel bringt). Im Kampf gegen die Monster wird er schwer verwundet, Yurga versorgt ihn und nimmt ihn mit zu sich nach Hause. Unterwegs treffen sie auf die Zauberin Visenna, Geralts Mutter, die seine schweren Verletzungen versorgt. Während der Reise verfällt Geralt mehrmals in Fieberträume, die Rückblenden darstellen – er erinnert sich an vergangene Ereignisse: ein Treffen mit Yennefer während des Sommerwendenfestes Belleteyn; ein Besuch in Cintra, bei dem er Calanthe klarmacht, dass er nicht vorhat, ihr ihr Enkelkind wegzunehmen; sowie ein Zusammentreffen mit Rittersporn, bei dem er erfuhr, dass Cintra von der Armee des Kaiserreiches Nilfgaard überrannt wurde und Calanthe starb. Am Ende der Erzählung stellt sich heraus, dass Ciri zufällig der Familie von Yurga während dessen Abwesenheit zugelaufen ist – sie ist die „Überraschung“, die Yurga unwissend Geralt versprochen hatte.

#### Etwas endet, etwas beginnt
Der Kurzgeschichtenband Etwas endet, etwas beginnt enthält eine Geschichte über den Hexer Geralt, die zeitlich nach der Pentalogie spielt. Die Kurzgeschichte mit dem gleichen Titel wie das Buch handelt von den Vorbereitungen zur Hochzeit von Yennefer und Geralt auf Schloss Rosrog. Am Tag der Hochzeit lernt Ciri in einem Kampf den Ritter Galahad kennen, der sie auf ihren künftigen Reisen begleiten will.
Eine weitere Kurzgeschichte des Buchs beschreibt das Kennenlernen von Geralts Eltern, Visenna und Korin.

### Zeit des Sturms
Der Einzelroman Zeit des Sturms spielt vor der Pentalogie, zwischen der Handlung der Kurzgeschichtenbände. Der Großteil der Handlung spielt sich in dem Kleinstaat Kerack ab, in dem Geralt in mehrere Intrigen gerät. Nach Ankunft in der Stadt Kerack wird er aus fadenscheinigen Gründen verhaftet, um kurz darauf wieder freigelassen zu werden – wie sich herausstellt, beides dank der Zauberin Lytta Neyd, genannt Koralle. Während seines kurzen Gefängnisaufenthalts werden ihm seine Schwerter gestohlen. Durch Vermittlung der Koralle, mit der er eine Liebesaffäre eingeht, wird er von Zauberern des Forschungskomplexes Rissberg angeheuert – angeblich zur Beseitigung eines Dämons, der die Bewohner mehrerer in der Umgebung von Rissberg liegenden Waldsiedlungen massakrierte. Geralt gerät an einen jungen Zauberer, der in Wirklichkeit die Taten beging, und entkommt ihm nur knapp. Er landet im Pontar-Gebiet, von wo er versucht, sich nach Nowigrad in Temerien durchzuschlagen, wo er seine Schwerter wiedererlangen zu können glaubt. Auf dem Weg dorthin durchlebt er einige kleinere Abenteuer. Anschließend kehrt er nach Kerack zurück, wo er den mörderischen Zauberer beseitigt sowie in eine Palastrevolte gerät, am Ende derer er mit Rittersporn Kerack verlässt. Gegen Ende des Buches erlangt er auch seine Schwerter wieder, die seine ehemalige Geliebte Yennefer in Nowigrad für ihn ersteigert hat. Abgeschlossen wird der Roman mit einem Epilog, der nach dem Ende der Pentalogie spielt und eine mögliche Fortführung andeutet.

### Pentalogie

#### Das Erbe der Elfen
Die Pentalogie beginnt kurz nach dem Krieg zwischen den Königreichen des Nordens und dem Kaiserreich Nilfgaard. Seit der von Nilfgaard verlorenen Schlacht bei Sodden herrscht Waffenruhe. Zuvor eroberte Nilfgaard Cintra, wobei Königin Calanthe starb; ihrer elfjährigen Enkelin Cirilla, dem „Kind der Vorsehung“ hingegen gelang die Flucht. Sie wurde nach einiger Zeit von Geralt gefunden und zur Hexerfestung Kaer Morhen gebracht, wo sie in Kampfkunst unterrichtet wird. Da Ciri von Albträumen geplagt wird und Anfälle von hellseherischen Trancen hat, rufen die Hexer die befreundete Zauberin Triss Merigold zur Hilfe. Parallel dazu wird Geralts Freund, der Troubadour Rittersporn, von einem Zauberer-Renegaten namens Rience überfallen, der Ciri sucht.
Nach einigen Untersuchungen stellt Triss fest, dass Ciri Hilfe von jemand Erfahrenerem braucht – auf ihre Empfehlung hin wendet sich Geralt an Yennefer, seine ehemalige Geliebte. Er lässt Ciri in der Obhut Nennekes, Priesterin der Göttin Melitele, in Ellander, und macht sich auf die Suche nach Rience. Währenddessen kommt Yennefer nach Ellander und beginnt, Ciri in Magie zu unterrichten. Auf seiner Suche stellt Geralt fest, dass sich noch weitere Kräfte, u. a. Geheimdienste, für Rience und das Verbleiben Ciris zu interessieren beginnen. Es wird für ihn zunehmend schwierig, die Neutralität zu bewahren, auf die er eigentlich beharrt.
Im Hintergrund bahnt sich ein erneuter Krieg an. Die Königreiche des Nordens beginnen, Aufstände der Scoia’tael, Guerillas junger Nichtmenschen, niederzuschlagen.

#### Die Zeit der Verachtung
Ciri wird von Yennefer in die Stadt Gors Velen gebracht. Sie soll die formale Ausbildung in Magie an der Zauberinnenschule im nahen Aretusa beginnen; gleichzeitig soll auf der Insel Thanedd, wo sich auch Aretusa befindet, ein Zaubererkongress stattfinden. Bevor es soweit kommt, verlässt Ciri eigensinnig Gors Velen, um den in der Nähe arbeitenden Geralt zu treffen. Dadurch kommt es zur Begegnung zwischen Yennefer und Geralt. Geralt begleitet im Anschluss Yennefer zum Zaubererball auf Thanedd.
Parallel werden zwei Männer, die im Auftrag Geralts erforschen sollen, warum und in wessen Auftrag Ciri von Rience verfolgt wird, ermordet – kurz nachdem sie herausfinden können, dass Ciri direkte Nachfahrin der legendären Falka, einer Rebellin, die auf dem Scheiterhaufen endete, ist und damit „Kind des Älteren Blutes“.
Im Laufe des Zaubererkongresses kommt es zu Putsch und Gegenputsch; viele Zauberer sterben bei Kämpfen. Geralt wird von Vilgefortz von Roggeveen stark verwundet und muss im Anschluss längere Zeit von den Brokilon-Dryaden kuriert werden. Ciri verschwindet im Portal des legendären Tor Lara („Möwenturm“), der daraufhin zerfällt. Auch Yennefer und Vilgefortz verschwinden zunächst. Ciri findet sich wieder in der Wüste südlich von Nilfgaard, wo sie nach einer Begegnung mit einem Einhorn von Häschern aus Nilfgaard gefunden wird. Diese sollen sie zu Kaiser Emhyr var Emreis bringen, dem vorher von Rience und Cahir aep Ceallach eine „falsche“ Cirilla geliefert wurde. Ciri wird jedoch durch Zufall von den „Ratten“, einer Bande mordender und räubernder Jugendlicher, befreit, denen sie sich unter dem Pseudonym Falka anschließt.
Im Hintergrund der Ereignisse kommt es zum Krieg zwischen Nilfgaard und den Königreichen des Nordens; dieser dauert äußerst kurz, nach der Besetzung Aedirns durch Nilfgaard kommt es zum Waffenstillstand. Ein unter dem Schutz Nilfgaards stehendes Elfenkönigreich wird in Dol Blathanna gegründet, dessen Königin die Zauberin Francesca Findabair wird.

#### Feuertaufe
Der Hexer regeneriert sich mit Hilfe der Dryaden von Brokilon. Als er erfährt, dass sich Ciri in Nilfgaard befinden soll, macht er sich auf den Weg, sie zu retten. Er wird zunächst von Rittersporn begleitet; kurze Zeit später schließt sich ihnen Maria „Milva“ Barring an, eine bei den Dryaden lebende Bogenschützin. Etwa zur selben Zeit bricht der Krieg zwischen Nilfgaard und den Königreichen des Nordens erneut aus.
Parallel dazu wird Ciri, die inzwischen als festes Mitglied der „Ratten“ umherzieht, raubt und mordet, von Nilfgaard gesucht und verfolgt. In Montecalvo, dem Heimsitz der Zauberin Philippa Eilhart, wird ein kosmopolitischer Zauberinnenkonvent gegründet, dessen Ziel es ist, Ciri, das Kind des Älteren Blutes, mit einem Thronfolger zu vermählen, um der Magie einen zentralen Platz in der Weltgeschichte zu geben. Yennefer, seit dem Aufstand auf Thanedd von Francesca Findabair in einer kleinen Nephritfigur gefangen gehalten bzw. versteckt, wird in den Konvent aufgenommen, flieht jedoch bei der ersten Gelegenheit, um Ciri zu retten.
Geralts Mannschaft wächst indes und verstrickt sich immer wieder in Ereignisse, mit denen der Hexer eigentlich nichts zu tun haben möchte. Während sie versuchen, auf Umwegen nach Nilfgaard zu gelangen, treffen Geralt und seine Begleiter – außer Rittersporn und Milva bald auch der höhere Vampir Emiel Regis Rohellec Terzieff-Godefroy sowie Cahir Mawr Dyffryn aep Ceallach, der in Ungnade gefallene Nilfgaarder Ritter – mehrmals auf eine Gruppe von Zwergen um Zoltan Chivay und erleben mit ihnen einige gefährliche Abenteuer. Gegen Ende des Buchs retten Geralt und Cahir, die zufällig in eine Schlacht geraten, Königin Maeve von Lyrien, wofür Geralt zum Ritter geschlagen wird – ironischerweise wird ihm dabei der Titel Geralt von Riva vergeben, den er sich als junger Hexer selbst gegeben hatte.

#### Der Schwalbenturm
Nach der Schlacht an der Jaruga desertieren Geralt und seine Gefährten recht bald aus Meves Armee, um sich auf die Suche nach den Druiden aus Caed Dhu zu machen, von denen Regis sich Hilfe beim Aufspüren von Ciri erhoffte. Dabei überschreiten sie erneut den Fluss Jaruga. In dem von Nilfgaard unterworfenen Nordfall, in Riedbrune gewinnt die Mannschaft ein zusätzliches Mitglied in Angoulême, einem jungen Mädchen aus einer bewaffneten Räuberbande. Ebendiese Räuberbande soll Geralt und seine Gefährten im Auftrag von Vilgefortz töten, was ihnen jedoch nicht gelingt. Letztlich finden der Hexer und seine Begleiter die Druiden, erfahren aber nicht, wo Ciri sich befindet.
Indes beschließt Ciri, die „Ratten“ zu verlassen. Bevor sie es schafft, werden diese von Leo Bonhart getötet, einem Kopfgeldjäger. Dieser wurde von Stefan Skellen, einem Spezialagenten des Kaisers Emhyr var Emreis, damit beauftragt, Ciri zu töten. Stattdessen nimmt dieser sie gefangen und lässt sie in einer Arena kämpfen. Im Zuge eines Treffens zwischen Bonhart, Skellen mit dessen Mannschaft sowie Rience entwischt Ciri, wird aber schwer verletzt. Ein Einsiedler, Vysogota, rettet ihr das Leben, nachdem er sie in dem Sumpfgebiet, in dem er lebt, halbtot auffindet. Ciri verbringt einige Zeit bei ihm und versteckt sich, bevor sie beschließt, das legendäre Tor Zirael, den Schwalbenturm, aufzusuchen. Auf dem Weg dorthin wird sie wieder von Bonhart, Skellen und Rience verfolgt. Letztlich tötet sie  Letzteren und verschwindet in einem Portal des Tor Zirael, der sie in eine von Elfen bewohnte Parallelwelt führt.
Unterdessen flüchtet Yennefer beim ersten Treffen der Zauberinnenloge auf die Insel Skellige, von wo sie bewusst auf eine Meerestiefe fährt, in der bereits mehrere Schiffe verschwunden waren – unter anderem das Schiff mit den Eltern von Ciri, Pavetta und Duny. Ihr Schiff wird mithilfe von Magie vom Meer zum Versteck von Vilgefortz transportiert, wo eben jener sie foltert, um den Aufenthaltsort von Ciri herauszubekommen.

#### Die Dame vom See
Geralt und seine Begleiter verbringen den Winter in dem von Nilfgaard abhängigen, aber weitgehend Autonomie genießendem Fürstentum Toussaint. Geralt lernt die Zauberin Fringilla Vigo kennen und beginnt mit ihr eine Affäre, während die ihn im Auftrag der Zauberinnenloge ausspioniert. Durch Zufall erfährt Geralt jedoch den Aufenthaltsort Vilgefortz’ und bricht mit seinen Begleitern dorthin auf, um Yennefer zu befreien. Nur Rittersporn, inzwischen mit der Fürstin von Toussaint, Anna Henrietta, liiert, bleibt zurück.
Nach dem Betreten des Portals im Tor Zirael landet Ciri in einer Parallelwelt unter Elfen, dem Volk der Erlen (Aen Elle). Diese halten Ciri, die sie die Dame vom See nennen, in ihrer Welt gefangen, damit sie ihrem König ein Kind gebiert, mit dessen Hilfe sie unbeschränkt zwischen Paralleluniversen reisen könnten. Mit Hilfe von Einhörnern gelingt Ciri die Flucht, sie beginnt, durch Welten und Zeiten zu irren. Mehrmals landet sie in ihrer eigenen Welt und in der richtigen Zeit, ohne dies allerdings zu erkennen. Letztlich gelangt sie mit Hilfe der Zauberin Nimue (ebenfalls die Dame vom See genannt), die die Hexerlegende in der Zukunft untersucht (und aus deren Perspektive große Teile des Buches erzählt werden), zum Kastell Stygga, dem Versteck von Vilgefortz. Dort wird sie gefangen genommen.
Kurz nach Ciris Ankunft erreichen auch Geralt und seine Mannschaft das Kastell. Es bricht ein Kampf aus, bei dem Angoulême, Cahir, Milva und Regis getötet werden, Geralt aber Vilgefortz und Ciri Bonhart töten kann. Nach Ende des Kampfes wird das Kastell von der Garde des Kaisers Emhyr – der sich als Duny entpuppt, dem Vater von Ciri – gestürmt, Geralt und Yennefer werden gefangen genommen. Letztlich sieht Emhyr aber davon ab, Ciri mitzunehmen und zu heiraten, und schenkt allen drei die Freiheit.
Unterdessen endet durch die Schlacht bei Brenna der Krieg zwischen Nilfgaard und den Königreichen des Nordens. In Cintra wird ein Friedensabkommen geschlossen.
Yennefer, Ciri und Geralt kehren nach Norden zurück. Unterwegs nehmen sie Rittersporn aus Toussaint mit, der dort wegen einer Affäre beinahe hingerichtet wurde. Ciri trifft eine Einigung mit der Zauberinnenloge, dass sie sich ihren Plänen, sie als Geliebte des Prinz von Kovir zu installieren, fügen wird. Sie, Yennefer und Triss Merigold treffen sich mit Geralt in Riva, wo sie in ein Pogrom an Nichtmenschen geraten. Geralt wird tödlich verwundet, Ciri rettet ihn mit Hilfe des befreundeten Einhorns; sie müssen aber ihre Welt verlassen. Ciri landet letztlich in der Welt König Arthurs und lernt dort zufällig den jungen Galahad kennen.

## Protagonisten

### Geralt von Riva
Geralt, die Hauptfigur des Zyklus, ist ein Hexer, auch bekannt als der „Weiße Wolf“. Er verwendet oft den ausgedachten Beinamen „von Riva“, obwohl er erst in Feuertaufe von Königin Meve zum Ritter von Riva geschlagen wird, als Belohnung für die Verdienste in einer Schlacht, in die er zufällig geriet. Geralt reist durch die Welt und tötet mit seinen Schwertern Monster, sofern er dafür bezahlt wird. Er mag Menschen eigentlich nicht sonderlich, tötet sie aber nur in Notwehr. Auf seiner Suche nach Ciri von Cintra, die er wie seine eigene Tochter behandelt, bereist er in der Pentalogie die Welt und wird immer wieder gezwungen, sich in dem tobenden Krieg zwischen Nilfgaard und den Königreichen des Nordens auf eine der Seiten zu stellen, was ihm zuwider ist. Sein weißes Haar rührt daher, dass er einer Weiterentwicklung der „Kräuterprobe“ unterzogen wurde. Diese überlebte er als Einziger von zehn Jungen, wodurch sein Körper aber noch stärker und seine Sinne noch schärfer wurden als bei normalen Hexern. Eine Nebenwirkung dessen war der Verlust jeglicher Pigmente in seinen Haaren.
Geralts Mutter ist eine Zauberin namens Visenna. In der Erzählung Etwas mehr trifft er sie zufällig. Sie versorgt ihn, nachdem er von Monstern schwer verletzt wurde.

### Rittersporn
Rittersporn (eigentlich Julian Alfred Pankratz Vizegraf de Lettenhove, im polnischen Original „Jaskier“, dt. „Hahnenfuß“) ist der beste Freund Geralts, ein großer Poet und Barde. Er ist bei Frauen beliebt und hat immer wieder Affären, die z. T. verhängnisvolle Folgen haben. Er ist ein treuer Begleiter Geralts, obwohl er eigentlich nicht sonderlich mutig ist und nicht kämpfen kann, sodass er auf Verteidigung durch den Hexer angewiesen ist. Weitere seiner Schwächen sind sein Narzissmus und seine Überheblichkeit.

### Cirilla von Cintra
Cirilla Fiona Elen Riannon, genannt Ciri, ist neben Geralt die wichtigste Figur der Pentalogie. Sie ist die Tochter von Pavetta, der Prinzessin Cintras, und dem „Igel“. Sie wurde durch das „Gesetz der Überraschung“ vor ihrer Geburt Geralt versprochen, wird aber nach dem Tod ihrer Mutter erst einmal von ihrer Großmutter Königin Calanthe in Cintra großgezogen. Erst nach der Erstürmung Cintras durch Nilfgaard-Soldaten und dem Tod Calanthes wird Ciri von Geralt gefunden, geht aber wenig später wieder verloren. Die Handlung der Pentalogie basiert auf den Versuchen Geralts, Ciri zu finden. Ciri, beschrieben mit giftgrünen Augen und aschblondem Haar, behandelt Geralt nach einer Weile wie ihren Vater und Yennefer wie ihre Mutter. In Kaer Morhen, dem Sitz der Hexer, wird sie in Hexerkunst trainiert, während Yennefer ihr anschließend Magie beibringt.
Zireael, so ihr elfischer Name, ist das „Erbe der Elfen“, das „Kind Älteren Blutes“, Aen Hen Ichaer, Trägerin von elfischen Genen, die großes magisches Potenzial besitzen. Um sich ihre Macht zu Nutze zu machen, versuchen Zauberer der Geralt-Welt, sowie das Erlenvolk, deren Reiter als „die Wilde Jagd“ bezeichnet werden, Ciri für ihre Zwecke zu missbrauchen.

### Yennefer von Vengerberg
Yennefer ist eine sehr stolze Zauberin und Geralts große Liebe. Obgleich er sie im Verlauf der Bücher mehrfach betrügt und obwohl die beiden regelmäßig streiten, hält ihre Beziehung dennoch an. Yennefer will nicht akzeptieren, dass sie, wie fast alle Zauberinnen, unfruchtbar ist und verspürt einen starken Wunsch, Kinder zu haben. Mit der Zeit wird sie eine Art „Ersatzmutter“ für Ciri und stellt sich anderen Zauberinnen entgegen, um sie vor ihnen zu beschützen.

### Duny/Emhyr var Emreis
Duny alias der „Igel“ ist vermutlich ein verstoßener Prinz, der aufgrund eines bösen Zaubers bei Tageslicht die Gestalt eines Menschenigels hat. Durch das „Gesetz der Überraschung“ wird ihm die Hand Pavettas von Cintra versprochen. Er wird mit Geralts Hilfe von dem Zauber befreit und heiratet Pavetta. Ihre gemeinsame Tochter Ciri wird geboren. Daraufhin verschwindet er in einem Meeressturm. Während seine Frau dabei umkommt, überlebt Duny und wird später zum Kaiser von Nilfgaard. Als Emhyr var Emreis, Deithwen Addan yn Carn aep Morvudd (Die weiße Flamme, die auf den Gräbern der Feinde tanzt), sucht er Ciri, um sie zu seiner Frau zu machen.

### Geralts Begleiter
Im Laufe der Pentalogie gewinnt Geralt eine Gruppe ungewöhnlicher Begleiter. Seiner Suche nach Ciri schließen sich außer Rittersporn an: Maria „Milva“ Barring, eine Bogenschützin, die unter den Dryaden von Brokilon aufwuchs; der „höhere Vampir“ und Kräuterkundler Emiel Regis Rohellec Terzieff-Godefroy; der desertierte Nilfgaard-Soldat und adelige Cahir Mawr Dyffryn aep Ceallach, der ursprünglich zweimal von Emhyr var Emreis damit beauftragt worden war, Ciri zu entführen, wobei er beide Male scheiterte und daher in Ungnade fiel; sowie Angoulême, ein Mädchen, das zuvor Mitglied einer bewaffneten Jugendbande war.

### Weitere bedeutende Figuren
Weitere wichtige Figuren sind etwa der Magier und Geralts Widersacher Vilgefortz von Roggeveen, sowie dessen Handlanger Rience; die Zwerge Zoltan Chivay und Yarpen Zigrin, Freunde von Geralt und Ciri; die Mitglieder der Loge der Zauberinnen, insbesondere Triss Merigold, Philippa Eilhart und Fringilla Vigo; der redanische Chefspion Sigismund Dijkstra; die „Ratten“ (Mistle, Flamme, Kayleigh, Giselher, Asse, Reef), eine Räuberbande, der Ciri zeitweise angehört; Ciris Widersacher, der Kopfgeldjäger und sehr gute Schwertkämpfer Leo Bonhart; der Sonderbeauftragte des Kaisers Emhyr, Stefan Skellen, der in Nilfgaard nach Ciri sucht und belächelter Verfechter der Demokratie ist. Dieser verletzte zudem Ciri mit einem Wurfstern im Gesicht, was zu ihrer markanten Narbe führte. Des Weiteren die Zauberinnen Nimue und Condwiramurs, die gemeinsam über die Hexer-Legende forschen und schließlich Ciri helfen, in ihre Welt zurückzugelangen; Nenneke, Oberpriesterin im Tempel der Göttin Melitele in Ellander und eine Art Ersatzmutter von Geralt.

## Stil und Rezeption
Die Hexer-Bücher sind voller, teils satirischer, Anspielungen und Verweise auf Märchen, Literatur und historische Ereignisse. So kommt beispielsweise in Die Zeit der Verachtung ein junger Halbling vor, der Franklin heißt und mit einem Draht Blitze einfangen will – eine Anspielung auf Benjamin Franklin. Gerade einige der Kurzgeschichten stellen dabei grimmige Parodien klassischer Märchen dar, wie Das kleinere Übel (Schneewittchen) oder Ein Körnchen Wahrheit (Von dem Sommer- und Wintergarten bzw. Die Schöne und das Biest). Lob erhielt Sapkowskis Werk auch dafür, dass es nicht gängigen Fantasyklischees, etwa dem genretypischen Eskapismus, folgt, sondern auch ernsthaftere Themen anstößt, wie Sexualität, Rassismus, Alkoholismus oder sexuellen Missbrauch.
Des Weiteren ist gerade für die Pentalogie charakteristisch, dass es mehrere parallele Handlungsstränge gibt – bis zu drei oder vier gleichzeitig. Oft werden Ereignisse nicht direkt erzählt, sondern retrospektiv von einer Figur, oftmals Rittersporn, nacherzählt, insbesondere in Die Dame vom See. Mitunter werden bestimmte Ereignisse aus der Perspektive Dritter erzählt, die eigentlich mit der Haupthandlung nichts zu tun haben – eines Boten, eines Spitzels oder gar einer Katze. Oft kommen scheinbar nebensächliche Figuren vor, die erst im späteren Verlauf der Handlung wichtig werden – so taucht z. B. Nimue, die Dame vom See, als kleines Mädchen bereits in Feuertaufe und Zeit des Sturms kurz auf.

## Die Bücher

### Kurzgeschichtenbände
- Wiedźmin, 1990
- Das Schwert der Vorsehung, dtv, München 2008, ISBN 978-3-423-21069-0, Miecz przeznaczenia, 1992
- Der letzte Wunsch, dtv, München 2007, ISBN 978-3-423-20993-9, Ostatnie życzenie, 1993 (Anmerkung: Obwohl „Der letzte Wunsch“ im polnischen Original nach „Das Schwert der Vorsehung“ veröffentlicht wurde, finden die in „Der letzte Wunsch“ enthaltenen Geschichten chronologisch zuerst statt und viele dieser Geschichten wurden in Polen bereits vorher einzeln bzw. im Sammelband „Wiedźmin“ veröffentlicht.)
- Etwas endet, etwas beginnt. dtv, München 2012, ISBN 978-3-423-21353-0, Coś się kończy, coś się zaczyna, 2000 (Nur zwei Erzählungen mit Geralt-Bezug: Droga, z której się nie wraca (dt. Der Weg, von dem niemand zurückkehrt) und Coś się kończy, coś się zaczyna (dt. Etwas endet, etwas beginnt).)

### Die Pentalogie
- Das Erbe der Elfen, dtv, München 2008, ISBN 978-3-423-24700-9, Krew Elfów, 1994
- Die Zeit der Verachtung, dtv, München 2009, ISBN 978-3-423-24726-9, Czas pogardy, 1995
- Feuertaufe, dtv, München 2009, ISBN 978-3-423-24755-9, Chrzest ognia, 1996
- Der Schwalbenturm, dtv, München 2010, ISBN 978-3-423-24786-3, Wieża Jaskółki, 1997
- Die Dame vom See, dtv, München 2011, ISBN 978-3-423-24817-4, Pani jeziora, 1999

### Einzelromane
- Zeit des Sturms, dtv, München 2015, ISBN 978-3-423-26057-2, Sezon burz, 2013
- Kreuzweg der Raben, dtv, München 2025 (Veröffentlichung geplant am 11. September 2025), ISBN 978-3-423-44846-8, Rozdroże kruków, 2024

## Adaption der Saga in anderen Medien

### Verfilmungen
Einige Erzählungen um den Hexer Geralt wurden 2001 vom Regisseur Marek Brodzki unter dem Titel Wiedźmin (deutscher Titel: Geralt von Riva – Der Hexer) zuerst als Kinofilm umgesetzt und später als Miniserie in 13 Teilen à 45 bis 50 Minuten im polnischen Fernsehen gesendet. Die Hauptrolle als Geralt spielte dabei Michał Żebrowski. Die Produktion bekam vorwiegend negative Rezensionen. Die deutsche DVD-Veröffentlichung erfolgte am 3. Mai 2010. Die Filmmusik wurde von Grzegorz Ciechowski komponiert und eingespielt, wofür dieser 2002 postum den Polnischen Filmpreis erhielt.

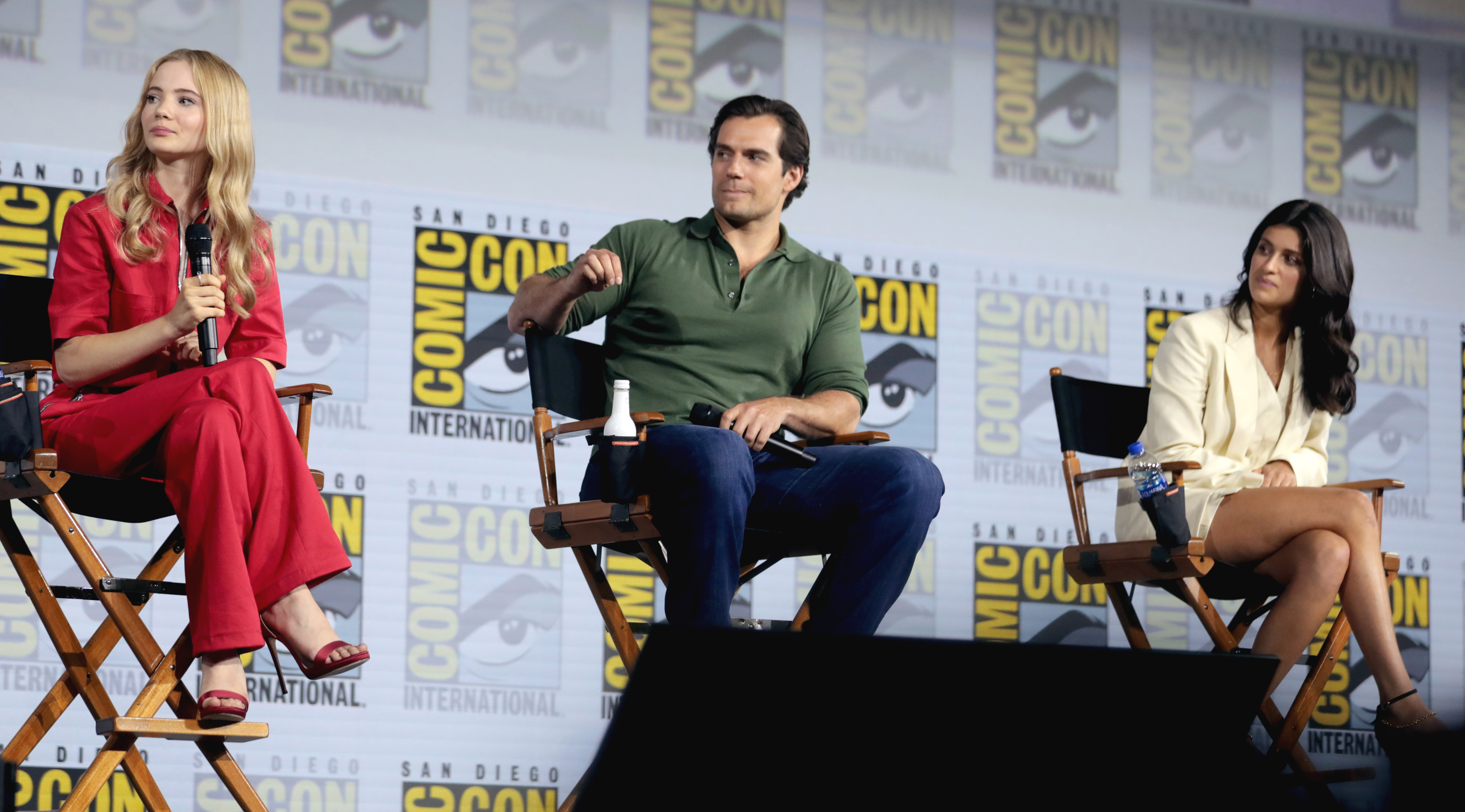
Freya Allan, Henry Cavill und Anya Chalotra auf der San Diego Comic-Con International 2019, die in der Netflix-Serie Ciri, Geralt und Yennefer verkörpern.

2015 wurde angekündigt, dass ein neuer auf den Büchern über Geralt basierender Spielfilm, ebenfalls unter dem Titel Wiedźmin, gedreht werden sollte. Regisseur sollte Tomasz Bagiński sein. Die Produktion dieser US-amerikanischen Adaption sollte 2017 beginnen. Am 17. Mai 2017 kündigte Netflix eine Verfilmung der Romane als englischsprachige Serie an. Die Regie dieser Serie sollte weiterhin Tomasz Bagiński führen, der sich bereits für die Render-Teaser und das Render-Intro von The Witcher 3 verantwortlich zeigte. Die The-Witcher-Fernsehserie basiert allein auf den Büchern, nicht auf den Videospielen, CD Projekt RED ist nicht involviert. Als Produzentin der Witcher-Serie fungierte Lauren Schmidt Hissrich. Anfang September 2018 wurde der britische Schauspieler Henry Cavill als Darsteller des Geralt von Riva verkündet. Dieser bezeichnete sich als Kenner und Fan, sowohl der Buchvorlage, als auch der Computerspiele. Laut Cavill werde die für 2019 angekündigte Serie „ein bisschen was“ aus den Spielen und „sehr viel“ Material aus den Büchern verwenden. Am 10. Oktober 2018 wurde die weitere Besetzung bekannt gegeben, so etwa Freya Allan als Ciri und Anya Chalotra als Yennefer. Die Besetzung einzelner Rollen ist unter Fans und Kennern der Vorlage, auch aufgrund der ethnischen Zusammensetzung, nicht unumstritten. Andrzej Sapkowski erhebt keinen Anspruch auf weiße Figuren und betont, dass der Rasse der Charaktere in den Büchern nicht viel Beachtung geschenkt wird und es somit Aufgabe der Macher der Netflix-Serie sei, dies in der Umsetzung zu entscheiden. Die Aufregung um nichtweiße Nebencharaktere führte zu einer Debatte über Rassismus in der Fan-Community. Die erste Staffel der Serie wurde am 20. Dezember 2019 veröffentlicht, die zweite am 17. Dezember 2021.

### Spiele
Das polnische Entwicklerstudio CD Projekt RED hat mit dem 2007 veröffentlichten The Witcher eine Computer-Rollenspiel-Umsetzung geschaffen, die 2011 mit The Witcher 2: Assassins of Kings fortgesetzt wurde und 2015 mit The Witcher 3: Wild Hunt voraussichtlich abgeschlossen wurde. Diese Computerspiele wurden auch außerhalb Polens sehr bekannt und erfolgreich, wobei sich die Reihe bis 2018 mehr als 33 Millionen Mal verkaufte. Diese Spiele basieren auf der Geralt-Saga, sind aber keine direkte Umsetzung der Romane. Das erste Spiel setzt dabei rund sieben Jahre nach dem letzten Band der Pentalogie ein. Mit Gwent: The Witcher Card Game und Thronebreaker: The Witcher Tales folgten 2018 zwei weitere Computerspiel-Adaptionen in der Welt von Geralt. Gwent basiert auf dem gleichnamigen Kartenspiel aus The Witcher 3: Wild Hunt und verwendet bekannte Charaktere und Fraktionen aus der Hexer-Saga.
Andrzej Sapkowski distanzierte sich bislang sowohl von den Verfilmungen, als auch den Videospielumsetzungen seiner Romanvorlage. Sapkowski äußerte sich mehrmals abfällig über Videospiele. Zwar gab er an, CD Projekt RED für ihre Arbeit und die Qualität der Spiele zu respektieren, dem Medium spricht er allerdings jegliche kulturelle Bedeutung und erzählerische Relevanz ab. Der Erfolg der The-Witcher-Reihe beruhe daher allein auf seiner Romanvorlage: „Ein Videospiel erfüllt einen anderen Zweck als ein Buch. Es funktioniert anders. Wie viel Substanz kann man in sein Skript packen, wenn der Held durch einen Wald läuft und mit einem Eichhörnchen redet? Wo steckt darin eine literarische Qualität? Wo ist der Raum für Tiefgang oder kunstvolle Sprache, mit denen Spiele Kultur zum Ausdruck bringen könnten? Diesen Raum gibt’s nicht.“
Sapkowski äußerte zudem sein Ärgernis darüber, die Lizenzrechte auf einen Schlag verkauft zu haben und dass er eine prozentuale Gewinnbeteiligung ablehnte, auch, da er nicht an den Erfolg der Videospiele glaubte. Der Erfolg der Spiele ärgert ihn zudem insofern, dass nun der Eindruck entstehen könnte, er hätte nur Romane zu den Spielen geschrieben, wobei er CD Projekt RED dafür kritisierte, dass diese nicht oft und deutlich genug herausstellen würden, dass ihre Spiele auf seinen Büchern basieren.
Er kritisiert außerdem, dass Titelbilder englischsprachiger Ausgaben Motive aus den Computerspielen zeigen, worauf er allerdings keinen Einfluss habe. Der große Erfolg der Spiele habe seinem Werk letztlich nur geschadet. Zwar gibt er zu, dass dadurch seine Buchverkäufe massiv anstiegen, verweist jedoch darauf, bereits vor Veröffentlichung ein bekannter Autor gewesen zu sein: „Die von CD Projekt RED weit verbreitete Annahme, dass die Spiele meine Bekanntheit außerhalb Polens erhöht haben, ist komplett falsch. Ich habe die Spiele bekannt gemacht. Alle Übersetzungen im Westen – einschließlich der englischsprachigen Version – wurden vor dem ersten Spiel veröffentlicht.“ Dies ist jedoch nicht korrekt. So erschien das erste The-Witcher-Spiel 2007, die erste englische Übersetzung seiner Bücher dagegen erst nach dieser Veröffentlichung. Der bekannte russische Autor Dmitry Glukhovsky bestreitet ebenfalls die Ansichten Sapkowskis. Er selbst mache keinen Hehl daraus, dass die Computerspielumsetzungen seiner Metro-Romane seine Popularität außerhalb Osteuropas deutlich steigerten. Auch habe er mit den Entwicklern zusammengearbeitet, was Sapkowski aber strikt ablehnte. „Ich bin bereits Teil einer Generation, die Videospiele nicht als billige Unterhaltung abtut. Spiele können Kunst sein, je nach Entwickler. Klar, sie können auch Schrott sein. Hängt halt von den Machern ab.“ Sapkowski solle sich eingestehen, dass er ohne die Computerspiele nur ein „regional bekannter, osteuropäischer Autor“ wäre.
Am 1. Oktober 2018 wurde bekannt, dass Sapkowski über einen Anwalt eine Nachzahlung von 60 Millionen Złoty (rund 14 Millionen Euro) an Lizenzgebühren von CD Projekt RED verlange. Er fühle sich nicht angemessen für sein geistiges Eigentum entlohnt. Die ursprüngliche Lizenz sollte ihm zufolge ohnehin nur für ein Spiel gelten. Über die Warschauer Wertpapierbörse ließ CD Projekt RED dagegen verlauten, diese Ansprüche seien haltlos, der Lizenzvertrag rechtmäßig und Sapkowskis Forderungen zu hoch. Da man aber an einem guten Verhältnis interessiert sei, werde eine einvernehmliche Nachzahlung geprüft, sofern Sapkowski bestehende Verträge respektiert. Am 20. Dezember 2019, dem Tag der Premiere der The-Witcher-Fernsehserie bei Netflix, veröffentlichte CD Projekt RED eine Presseerklärung, laut derer eine endgültige Einigung mit Sapkowski getroffen wurde, welche „die Anforderungen und Erwartungen beider Seiten erfüllt und bestätigt“. Einzelheiten zur Einigung wie z. B. eine Gewinnbeteiligung oder zusätzliche Geldzahlung wurden mit Hinweis auf Geheimhaltungsbestimmungen nicht genannt. Es wurde jedoch klargestellt, dass dem Unternehmen neue Rechte verliehen wurden und die bereits vorhandenen Rechte für Spiele, Comics, Brettspiele und Merchandising-Artikel bestehen bleiben.
Zudem entstand 2001 im Verlag MAG das polnische Pen-&-Paper-Rollenspiel Wiedźmin: Gra Wyobraźni auf der Grundlage des Geralt-Zyklus sowie 2014 das Brettspiel The Witcher: Adventure Game von Fantasy Flight Games. Als spielbarer Gastcharakter erschien Geralt 2018 im Videospiel Soul Calibur 6 und 2019 in der Erweiterung von Monster Hunter: World.

### Comics
Von 1993 bis 1995 erschienen in Polen sechs Comicbände, basierend auf Kurzgeschichten der Hexer-Saga. Geschrieben wurden diese von Maciej Parowski und gezeichnet von Bogusław Polch. Gesammelt wurden diese 2015 vom polnischen Verlag Prószyński wiederveröffentlicht. Eine Übersetzung auf Deutsch oder Englisch liegt nicht vor.
Beim US-amerikanischen Verlag Dark Horse Comics erschienen seit 2014 zudem weitere Comicumsetzungen, die sich, als CD Projekt RED-Franchise, optisch vor allem an den Videospielen orientieren, inhaltlich jedoch auch neue Geschichten erzählen. Bislang erschienen dabei vier Sammelbände: House of Glass (deutscher Titel: Im Glashaus), Fox Children (deutscher Titel: Fuchskinder), basierend auf einem Kapitel des Romans Zeit des Sturms, Curse of Crows (deutscher Titel: Der Fluch der Krähen), sowie Of Flesh and Flame (deutscher Titel: Von Fleisch und Flammen), das an die Computerspielerweiterung Hearts of Stone anknüpft.
Zusätzlich erschienen zur Veröffentlichung von The Witcher 3 der Comicband Killing Monsters, sowie das Kompendium Die Welt von The Witcher (Panini Verlag, Stuttgart 2015, ISBN 978-3-8332-2894-0).

### Musik
Die Folk- und Folk Metal-Band Percival benannte sich nach einem Charakter der Saga. Von CD Projekt RED wurden sie für den Soundtrack von The Witcher 3 engagiert. Die polnische Death-Metal-Band Vader schuf 2007 das Lied Sword of the Witcher als Hommage an die Saga. Im polnischen Gdingen feierte im November 2017 das Musical Wiedźmin im Teatr Muzyczny Premiere. Begleitet von einem Orchester spielten 51 Darsteller fünf Kurzgeschichten nach. Weder CD Projekt RED, noch Sapkowski waren bei dieser Produktion, die fünf Vorstellungen beinhaltete, beteiligt. Bereits 2010 entstand ein Musical bzw. eine „Rock-Oper“ der russischen Band ESSE. Das Lied Steel and Silver der US-amerikanischen Heavy-Metal-Band Visigoth handelt ebenfalls von der Geralt-Saga.

### Weiteres
Am 16. September 2016 veröffentlichte die Polnische Post eine Briefmarke mit einem Motiv von Geralt von Riva, im Wert von 6 Złoty. Das Bild bedient sich dabei eines Artworks zu „The Witcher 3“.